# 帕尼亚拉
帕尼亚拉（Paniara），是印度西孟加拉邦Haora县的一个城镇。总人口6708（2001年）。

## 人口
该地2001年总人口6708人，其中男性3392人，女性3316人；0—6岁人口1004人，其中男508人，女496人；识字率61.73%，其中男性为67.57%，女性为55.76%。